# Wasilczyki (wieś)
Wasilczyki – wieś w Polsce położona w województwie podlaskim, w powiecie suwalskim, w gminie Suwałki.
W latach 1975–1998 miejscowość administracyjnie należała do województwa suwalskiego.